# Montbrison
Montbrison város Délkelet-Franciaország Rhône-Alpes régiójának Loire megyéjében.
A városról kapta a nevét a népszerű Fourme de Montbrison kéksajt, melyet évszázadok óta készítenek a környéken.

## Története
Montbrison városát a Forez régióban a földesurak várait övező területeken hozták létre, a létrehozott települések közül a későbbiekben Montbrinson vált a központtá. A település első írásos említése 870-ből származik.
A százéves háború kezdetén az angolok támadásait követően megerősítették a város falait. A vallásháborúk során 1562-ben François de Beaumont protestáns erői elfoglalták és kifosztották a várost, a város helyőrségének tagjait a bástyákról hajították a támadók által elhelyezett kihelyezett cölöpökre.
A couvent de la Visitation kolostort 1643-ban, egy súlyos éhínséges időszakban alapították, ebben az időszakban, 1648-1653 között a várost sorozatos sovány aratás, és bubópestisjárvány sújtotta. Az Augusztin-rendiek kolostorát 1654-ben alapították, ezt követte a szegények kórházának megnyitása 1659-ben. Az Orsolya-rendiek zárdáját 1851-ben bezárták.

### Jelentős események
- 1892 - Ravachol kivégzése
- 1909 - az elektromos áramot bevezetik a városba
- 1940 - (június) a Forez régiót elfoglalják anémet csapatok, Montbrison a „szabad” zónába kerül. A német erők július elején visszavonulnak
- 1944 - (augusztus) Montbrison felszabadulása
- 1954 - vízmű épül
- 1972 - a helyi Fourme de Montbrison sajt megkapja az eredetvédettsége (Appellation d'Origine Contrôlée).

## Népességének alakulása
| Év   | Népesség |
| ---- | -------- |
| 1962 | 10697    |
| 1968 | 11213    |
| 1975 | 12451    |
| 1982 | 13280    |
| 1990 | 14064    |
| 1999 | 14589    |
| 2010 | 15299    |

## Fordítás
- Ez a szócikk részben vagy egészben  a   Montbrison, Loire című angol Wikipédia-szócikk fordításán alapul.  Az eredeti cikk szerkesztőit annak laptörténete sorolja fel. Ez a jelzés csupán a megfogalmazás eredetét és a szerzői jogokat jelzi, nem szolgál a cikkben szereplő információk forrásmegjelöléseként.

## Külső hivatkozások
- INSEE